# Biografický lexikón Slovenska
Das Biografický lexikón Slovenska (deutsch Biographisches Lexikon der Slowakei) ist ein seit 2002 erscheinendes biographisches Nachschlagewerk, das Persönlichkeiten unterschiedlicher nationaler Provenienz vorstellt, die auf dem Territorium der heutigen Slowakischen Republik gelebt und gewirkt oder von außen auf Geschichte, Kultur und Wissenschaft in diesem Raum Einfluss genommen haben. Der Zeitrahmen reicht vom frühmittelalterlichen Großmährischen Reich bis zum Jahr 2000.

## Edition, Stand
Das Lexikon ist eine revidierte, ergänzte und aktualisierte Neufassung des sechsbändigen Slowakischen biographischen Wörterbuchs (Slovenský biografický slovník), das von 1986 bis 1994 erschienen ist. Wie dieses wird es vom Nationalen biographischen Institut in Martin, einer Einrichtung der Slowakischen Nationalbibliothek, herausgegeben. Die Edition, deren Gesamtleitung dem Literaturhistoriker Augustín Maťovčík obliegt, soll zehn Bände umfassen, von denen bislang (Stand 2022) sieben gedruckt vorliegen.
Abfolge der Bände: 
| Band | Buchstaben | Jahr | Seiten | ISBN              |
| ---- | ---------- | ---- | ------ | ----------------- |
| I    | A – B      | 2002 | 638    | 80-89023-16-9     |
| II   | C – F      | 2004 | 696    | 80-89023-44-4     |
| III  | G – H      | 2007 | 739    | 978-80-89023-96-7 |
| IV   | CH – Kl    | 2010 | 587    | 978-80-89301-57-7 |
| V    | Km – L     | 2013 | 852    | 978-80-8149-011-8 |
| VI   | M – N      | 2017 | 796    | 978-80-8149-079-8 |
| VII  | O – Q      | 2020 | 718    | 978-80-8149-127-6 |
| VIII |            |      |        |                   |
| IX   |            |      |        |                   |
| X    |            |      |        |                   |

Die Gesamtreihe hat die ISBN 80-89023-15-0.

## Bedeutung
Das Werk weist im Vergleich zu seinem Vorgänger, dem Slowakischen biographischen Wörterbuch, nicht nur eine größere Zeitspanne auf, sondern korrigiert auch die dort vorhandenen, im Realsozialismus politisch aufgezwungenen Vereinseitigungen bei der Auswahl der Personenartikel; nun werden Emigranten, Dissidenten und sonstige seinerzeit aus der öffentlichen Kommunikation ausgeschlossene Persönlichkeiten, auch solche des religiösen und kirchlichen Lebens, angemessen berücksichtigt und in einer entideologisierten Diktion gemäß ihrer für die Slowakei relevanten Lebensleistung gewürdigt.
Neben den Biographien von Slowaken sind in das Lexikon seiner territorialen Ausrichtung zufolge auch Biographien von Deutschen, Österreichern, Magyaren, Tschechen sowie von Angehörigen weiterer Nationen aufgenommen worden, darunter auf der Herrschaftsebene solche von Habsburgern, ungarischen und osmanischen Potentaten, im 20. Jahrhundert gehäuft von tschechischen Politikern.